# سیارک ۳۳۸۴
سیارک ۳۳۸۴ (به انگلیسی: 3384 Daliya، نامگذاری:1974SB1) سه هزار و سیصد و هشتاد و چهارمین سیارک کشف شده‌است که در ۱۹ سپتامبر ۱۹۷۴ کشف شد.
قدر مطلق سیارک برابر ۱۳٫۹۰ است.